# 循迹刹车

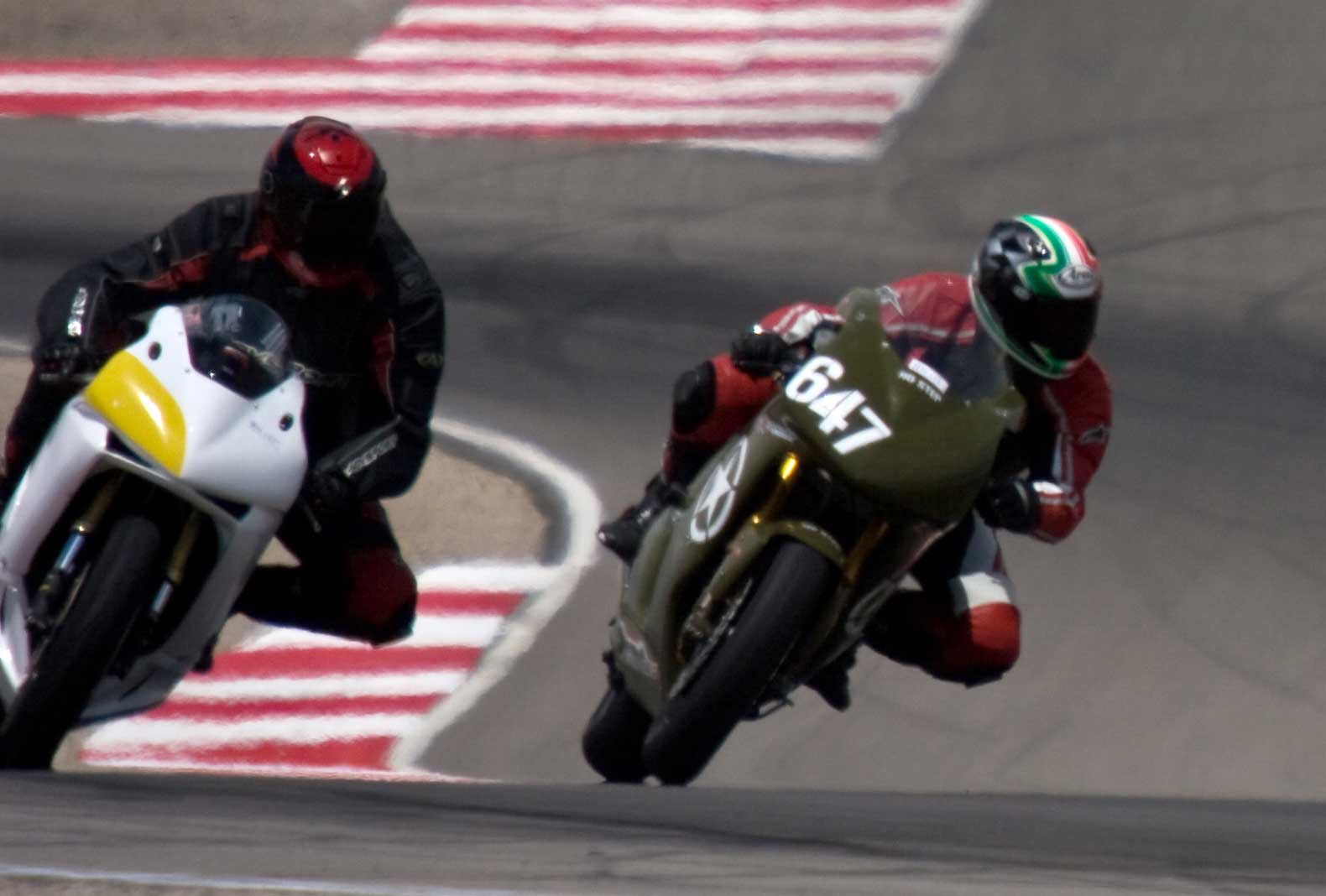
米勒摩托车公园赛道一个弯角前摩托车的循迹刹车

循迹刹车(Trail braking) 是一种骑摩托车和驾驶四轮车辆的技术，即在弯道入口之前使用制动器，然后逐渐松开。取决于许多因素，车手根据实际情况，在入弯处和弯心之间的任何点完全释放制动。

## 摩托车的循迹刹车
在应用这项技术时，摩托车手通过前制动器来降低速度。当他们入弯时，他们会慢慢松开刹车，随着摩托车逐渐倾斜，刹车会逐渐松开。这样做有几个原因。
首先，它提供了更多的牵引力，因为前轮胎上的下压力通过负载转移而增加。
第二，当刹车和重心向前移动时，fork被压缩。fork的压缩改变了摩托车的转向几何结构，降低了稳定性，使摩托车更容易倾斜并更快地改变方向。
第三，降低速度会减小摩托车的转弯半径。相反，转弯时加速会增加摩托车的转弯半径。
第四，在进入不同角度的弯角时踩下刹车，如果意外情况阻碍了骑手的行驶，骑手可以减速。因为摩托车已经踩下了刹车，而前轮胎已经减速，因此获得了额外的牵引力，所以骑手可能会减速更多，风险更小，这取决于路面条件。然而，根据路面条件和倾斜角度，在摩托车已经倾斜后应用制动器可能会有极大的风险。
传统上，牵引制动只使用前制动器进行，即使牵引后制动器会有效地降低摩托车的速度，也会减小转弯半径。如果摩托车倾斜，来自前制动器和减速的力会导致摩托车倾斜（在滚动轴上），而使用后制动器会产生一个倾向于拉直和稳定摩托车的扭矩。 
骑手正确选择入弯点、弯心和出弯点的能力减少或消除了长时间将制动器拖入转弯的需要。这项技术通常在比赛中使用，可以加强控制，增加转弯时的视距，并为街头骑手增加避让的选择。 

### 风险
由于过度使用前制动器会导致轮胎抓地力在制动力和转向力之间分离，因此，采用循迹刹车存在风险。有效的循迹刹车需要骑手的技巧，这可能很难学会。

### 培训中的不同
摩托车培训课程的不同之处在于，它们是向初学的街头骑手介绍循迹刹车，还是先侧重于其他技能，然后再向中级骑手介绍该方法。
如摩托车安全基金会的基础课程所说，初学起手入弯最安全的方式是，同时通过刹车和发动机减速，在入弯前，不使用任何刹车，而使摩托车倾斜  。至少对于初学者来说，不在街道上进行循迹刹车的原因包括，循迹刹车的陡峭学习曲线使其仅适用于赛道。对街头骑手来说，学习循迹刹车的好处在于，知道并理解如何在进入弯道时减速，可以提供更大的安全余量，尤其是在盲区、半径减小或下坡弯道。
弗雷迪·斯宾塞高性能驾驶学校的创始人弗雷迪·斯宾塞（Freddie Spencer），以及2003年出版的《运动驾驶》一书的作者、雅马哈冠军驾驶学校的首席教练尼克·伊纳奇（Nick Ienatsch）表示，应该在几乎每个弯角使用循迹刹车，以帮助摩托车改变方向，而这种循迹刹车给了骑手更多的控制，并显著提高了骑手的安全性。
弗雷迪·斯宾塞和尼克·伊纳奇说，角加速度的物理特性意味着任何车辆行驶越慢，其转弯半径就越小。教练基思·科德（Keith Code）说，在开始转弯后，骑手应尽快在整个转弯过程中平稳渐进地增加油门。斯宾塞说，对于每一个半径、摩托车和骑手组合，都有一个最大速度，可以在转弯时导航，而不会离开道路或发生低侧碰撞。科德说，只要不超过这个最大速度，在整个转弯过程中正确的油门控制将导致更高的出弯速度和更快的圈速。

## 四轮车辆的循迹刹车

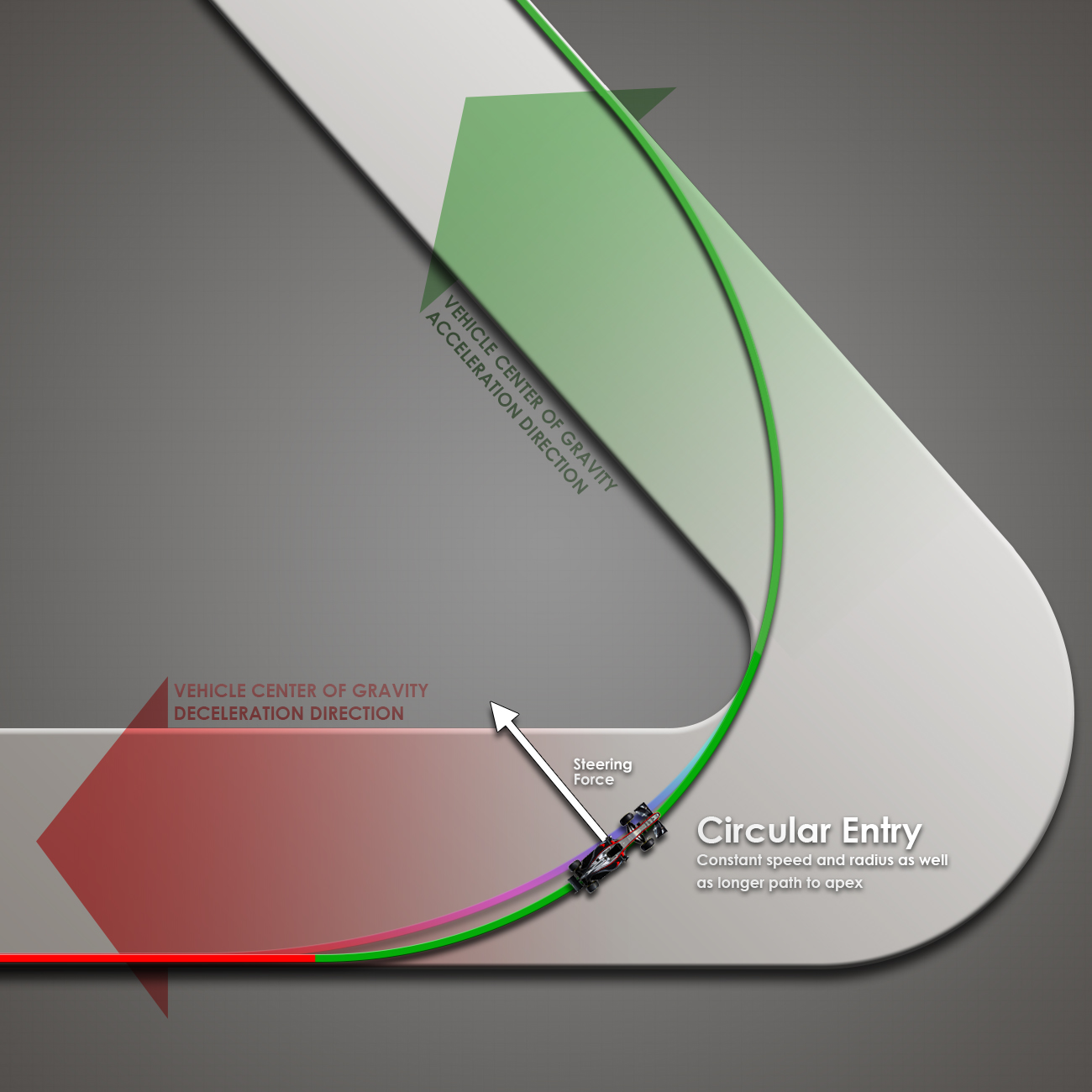
传统的无循迹刹车的弧形走线入弯方法

在四轮车辆中，循迹刹车指的是通过弯心入口使用制动器，而不是在开始转弯前释放制动器的做法。它将重心转移到前轮，增加其牵引力并减少转向不足。它最适用于刹车偏向前方的轻型车辆。
为了正确执行，车手必须对车辆的行为有良好的感知，并能够将制动力保持在非常严格的限制范围内。制动力过大可能会导致车辆严重转向不足，或者，如果制动偏差设置为接近空档，会导致后轮抱死，从而导致车辆在制动转弯时打滑。
车手掌握了牵引制动，就可以以更高的速度入弯，或者如果车手以超过车辆过弯极限的速度进入弯道，可以避免发生事故。
使用循迹刹车的原因有两个：
保持前轮的负载，使汽车更好地转弯。也就是说，它会更好地转向。
最大限度地提高轮胎在过弯时的抓地力。如果驾驶员到达入弯点，并在转弯时突然将脚从制动踏板上移开，在很短的一段时间内，他们不会耗尽所有轮胎的牵引力。他们可能会使用更多，速度更快。
循迹刹车的另一个作用（尽管这不应被视为使用循迹刹车的理由）是，它通常允许车手稍晚开始制动，因为他们会更晚结束制动。

并非每个弯角都应当使用循迹刹车。有些弯角，尤其是高速弯，在过弯的时候，车手应当迅速重新踩油门，因为这有助于汽车的平衡和整体抓地力。一般来说，转弯越慢、越债，车手就越应当使用牵引制动来帮助车辆旋转；转弯速度越快，越容易转弯，车手就越不会使用牵引制动。

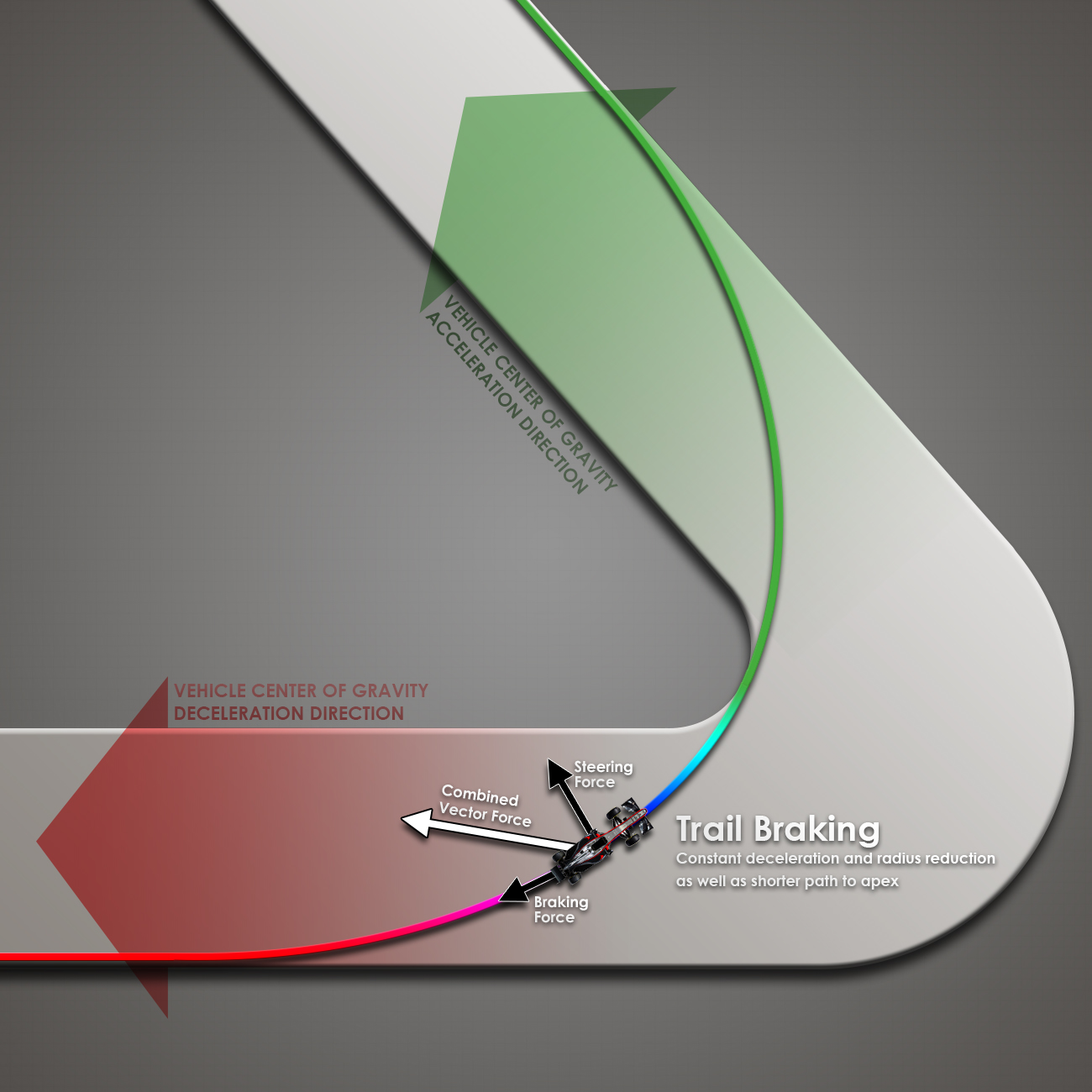
循迹刹车展示了两个方向力的合力

### 赛车中的循迹刹车
赛车中有一种称为“制动漂移”的漂移诱导技术，包括一系列轻微的后制动轨迹制动脉冲（通常为2或3），然后是瞬间全力后制动和后制动器的快速释放。掌握在赛道条件下使用的连续循迹刹车是学习制动漂移的先决条件。这是拉力赛中最常用的漂移技术之一，因为如果操作得当，驾驶员可以全速驶入和驶出弯道。
根据转弯情况，在进入弯角处时，可以使用诸如循迹刹车之类的技术来保持更高的速度，在转弯时获得更大的抓地力，并对弯心选择产生影响。在这种技术中，减速时施加的制动压力比通常稍晚，并在进弯期间保持，有时一直到弯心。制动作用会导致车辆内的重量转移，将更多重量从车辆后部向前转移到前轮上，增加前轮上的法向力，进而增加前轮（方向盘）的牵引力。由于重量转移的特点，这种技术会使重量从汽车后部转移，从而降低后部牵引力，在某些情况下还可能导致转向过度。

## 物理原理
与传统的圆弧弯道路线相比，循迹刹车缩短了到达车手所选弯心所需的转向时间。在传统的弯道入口中，所有减速都在开始入弯之前完成，车辆以恒定的速度和半径到达弯心。组合峰值轮胎力作用于垂直于行驶方向的汽车，使其加速至当前转弯中心。车辆以恒定速度沿圆弧路径到达弯心。
相比之下，循迹刹车将轮胎能够产生的峰值力分成两部分：一部分是制动力（作用于行驶方向切线的纵向力），另一部分是转向力（垂直于行驶方向的横向力）。如图所示，作用在车辆重心上的组合矢量力使车辆朝着更靠后的方向加速。这会导致车辆在欧拉螺线型路径上行驶，该路径具有恒定半径和减速。

## 延伸阅读
- Efstathios Velenis, Panagiotis Tsiotras and Jianbo Lu.  (PDF).   [2008-11-09]. （原始内容 (PDF)存档于2022-04-16）.